# Šimon Ornest
Šimon Ornest (* 4. března 1974 Praha) je český zpěvák, hudebník, pedagog, kapelník a manažer skupiny The Tap Tap.

## Životopis

### Rodina
Narodil se v rodině herce a režiséra Jiřího Ornesta a herečky Daniely Kolářové. Má bratra Matěja (* 1977).

### Zájmy
Již v mládí se zajímal o hudbu, ve volném čase hrál v několika kapelách na saxofon a klarinet. Kromě své činnosti jako kapelník a manažer souboru The Tap Tap je stále i členem hudební skupiny Kamil Jasmín, založené v roce 1991, kde hraje na altsaxofon, baryton saxofon, klarinet a zpívá.

### Profesní kariéra
Studoval na Střední uměleckoprůmyslové škole v Praze, obor řezbářství a pracoval krátce jako umělecký řezbář ve Státním památkovém ústavu pro střední Čechy. Následně studoval na Husitské teologické fakultě Univerzity Karlovy, školu však nedokončil. V roce 1996 nastoupil do pražského Jedličkova ústavu jako vychovatel.

### The Tap Tap

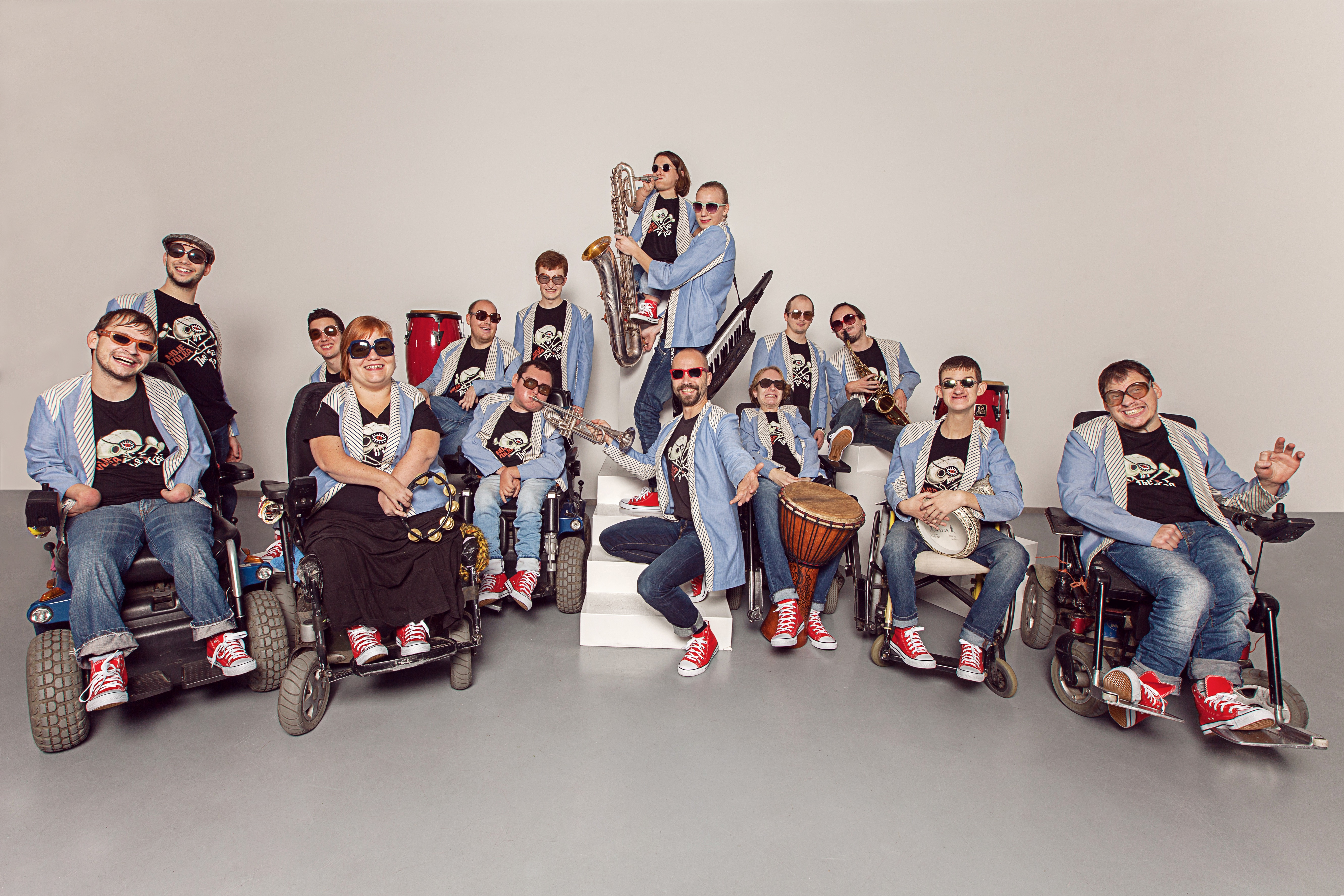
The Tap Tap

Kapelu založil Šimon Ornest v roce 1998 původně jako hudební kroužek na domově mládeže škol Jedličkova ústavu a škol (JÚaŠ).
V kapele působí Šimon Ornest jako zpěvák, hudebník a současně jako její manažer. S kapelou absolvuje okolo 60 koncertů ročně. Kapela se pravidelně účastní různých festivalů v České republice, např. Colours of Ostrava, Rock for People, Pohoda festival, vystupuje však příležitostně i v zahraničí (např. Londýn, Moskva, Jeruzalém, Madrid, aj.)
Sídlem kapely je Jedličkův ústav, kde má kapela svoji vlastní zkušebnu, pilotní bezbariérové nahrávací studio, kancelář a učebnu.
Od roku 2014 kapela funguje v rámci Zapsaného spolku TAP, jeho předsedou výboru je Šimon Ornest a který se zabývá rozvojem dovedností a schopností osob ze skupin ohrožených sociální exkluzí, především studentů a studentek škol Jedličkova ústavu v Praze na Vyšehradě a mj. zajišťuje vzdělávací a kvalifikační kurzy, organizování kulturních a sportovních aktivit a projektů integračního charakteru, bezbariérovou dopravu aj.

### Další činnost
- V roce 2006 byl jedním ze spoluautorů projektu „Evropská hudební škola pro lidi s tělesným postižením“, při Jedličkově ústavu.
- Je spoluautorem hudby k divadelní inscenaci Victora Lodata Poslední pomazánka (premiéra 2005 v Divadle Na zábradlí).[7]
- Je spoluautorem scénáře a hudebním režisérem divadelní inscenace Nefňuka aneb podivuhodná dobrodružství Kristla Špána na souši a na moři (The Tap Tap) (premiéra v roce 2016 na Nové scéně)
- V roce 2018 kandidoval v Praze 3 v komunálních volbách.[8] Není členem rady městské části, ale pracuje jako asistent starosty.[9]